# Stobo Castle
Stobo Castle – zabytkowy pałac w południowej Szkocji z pierwszych lat XIX wieku, w jednostce administracyjnej Scottish Borders, w historycznym hrabstwie Peeblesshire, położony koło Stobo Kirk.
Na początku XXI wieku pałac został przebudowany na ośrodek SPA.